# El Hornillo
El Hornillo è un comune spagnolo di 391 abitanti situato nella comunità autonoma di Castiglia e León.